# Каркаранья (Санта-Фе)
Каркаранья (исп. Carcarañá) — город и муниципалитет в департаменте Сан-Лоренсо провинции Санта-Фе (Аргентина).

## История
В 1870 году здесь была основана сельскохозяйственная колония, куда стали приезжать иммигранты из Европы. В 1890 году колония была преобразована в коммуну. В 1930 году в населённом пункте уже проживало 6 тысяч человек, имелись суд, полиция, почта и телеграф.
В 1981 году Каркаранья получила статус города.

## Знаменитые уроженцы
- Херман Люкс (род. 1982) — футболист.
- Хосе Эрнесто Соса (род. 1985) — футболист.
- Клаудио Якоб (род. 1987) — футболист.